# 하야노촌
하야노촌(速野村)은 일본 시가현 야스군에 설치되었던 촌이다. 현재의 모리야마시의 북서부에 해당한다.